# Moleiro-grande
O moleiro-grande ou mandrião-grande (Stercorarius skua) é uma ave caradriforme da família Stercorariidae. Por vezes é colocado no género Catharacta.
Tal como os restantes membros da sua família, persegue gaivotas e outras aves marinhas, com o objectivo de lhes roubar o alimento.

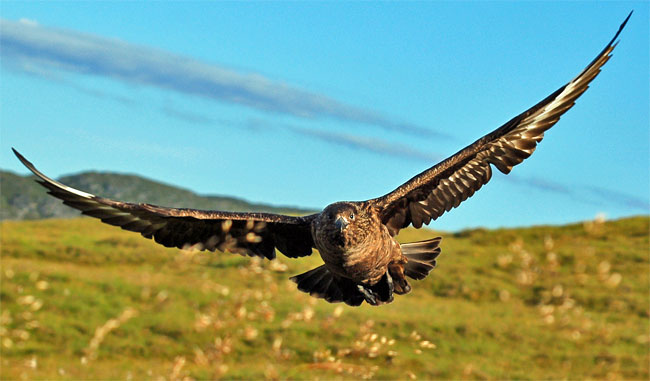
Moleiro grande em voo

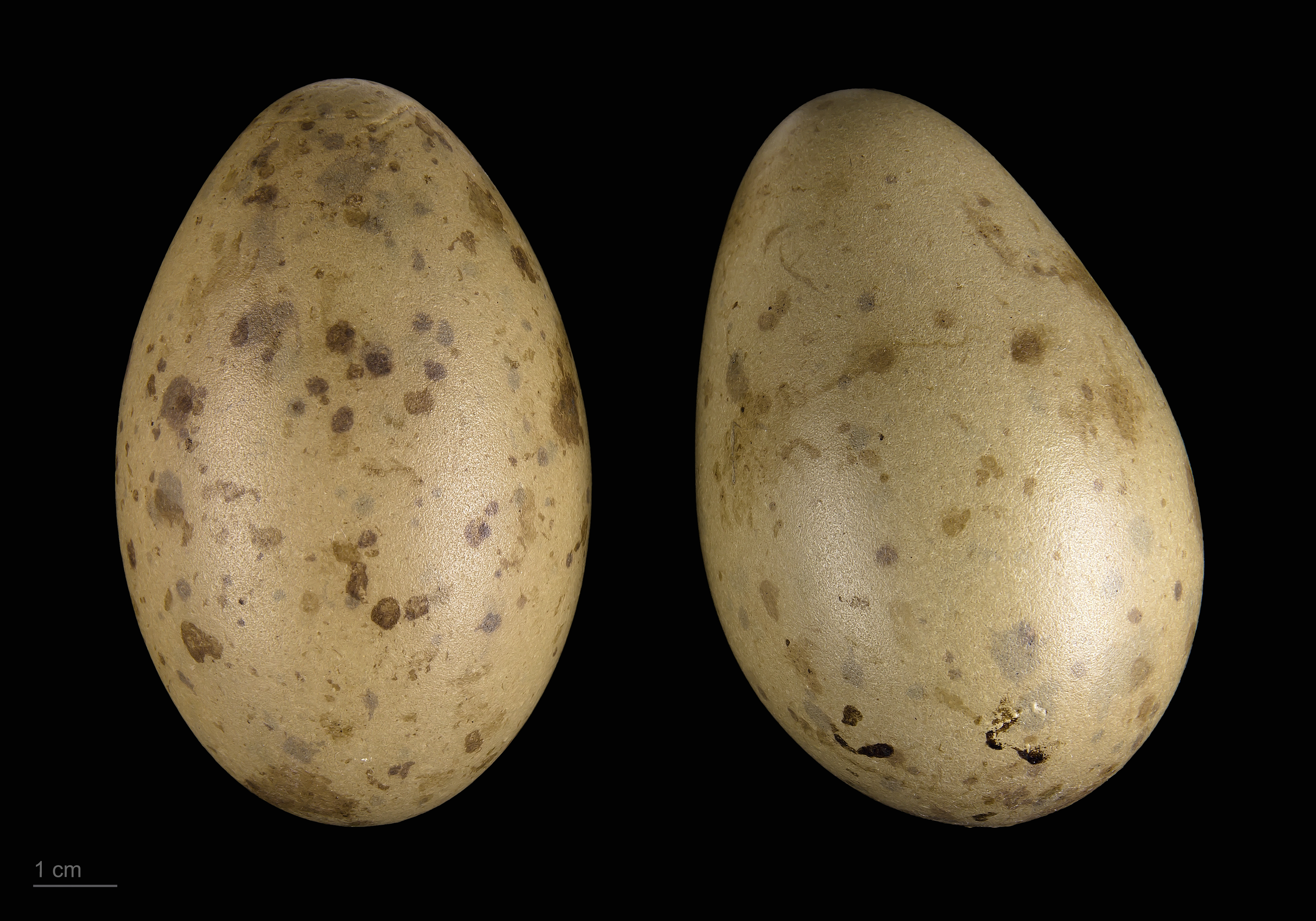
Stercorarius skua - MHNT

Nidifica nas Ilhas Britânicas (principalmente na Escócia) e inverna no Oceano Atlântico, sendo relativamente comum ao largo da costa portuguesa no Outono e no Inverno.